# Champigny-sur-Aube
Champigny-sur-Aube è un comune francese di 88 abitanti situato nel dipartimento dell'Aube nella regione del Grand Est.

## Società

### Evoluzione demografica
Abitanti censiti